# Tatort: Roulette mit 6 Kugeln
Roulette mit 6 Kugeln ist ein Fernsehfilm aus der Krimireihe Tatort. Der vom Bayerischen Rundfunk produzierte Beitrag wurde am 16. Oktober 1983 im Ersten Programm der ARD erstgesendet. Er ist der dritte Einsatz von Kommissar Lenz, gespielt von Helmut Fischer.

## Handlung
Kommissar Lenz und sein Kollege Brettschneider sollen in einem Entführungsfall helfen. Da es sich um einen dreijährigen Jungen handelt und daher alle Einsatzkräfte der Polizei mobilisiert werden, wird auch die Mordkommission mit einbezogen. Das Kind ist aus dem Garten vor dem Haus des Ehepaares Steinemann entführt worden und es wurden 100.000 DM Lösegeld verlangt.
Obwohl Arthur Steinemann, der besorgte Vater des entführten Jungen, auf Anweisung seiner dominanten Frau Ruth nicht die Polizei einschalten sollte, hatte er es doch getan, da er sich nicht in der Lage sieht, die Geldübergabe selbst zu übernehmen. Das Lösegeld hat er sich von seinem Bruder geliehen und ein Beamter soll nun in Steinemanns Namen das Geld überbringen. Nachdem alles so befolgt wurde, wie der Entführer es gefordert hatte, erschießt dieser den Überbringer des Geldes brutal mit sechs Schüssen aus einem Revolver. Glücklicherweise wird das entführte Kind kurze Zeit später unversehrt aufgefunden.
Für Lenz stellt sich die Frage, ob Arthur Steinemann Feinde hat. Ruth Steinemann gibt an, dass eigentlich nur ihr Schwager Felix mit ihrem Mann im Streit liegen würde. So verwundert es schon, dass er ihm trotzdem eine so hohe Summe anvertraut hat. Lenz spricht mit Felix Steinemann und erfährt, dass dieser das Geld auch nur von seiner Bank geliehen hat. Als Gegenleistung hatte Arthur Steinemann sich bereit erklärt, dass sein Bruder das Grundstück, um das sie seit Jahren uneins waren, bebauen darf. So zieht Lenz den Schluss, dass Felix Steinemann die Entführung initiiert haben könnte, um seinen Bruder zu diesem Schritt zu bewegen. Er bemerkt aber auch, dass Ruth Steinemann sich auffällig benimmt und ihre Ehe nicht zum Besten steht. Eine Befragung ihrer besten Freundin Uschi Koch ergibt jedoch keinen direkten Hinweis auf einen Liebhaber, was Lenz für möglich gehalten hatte, so dass hierin ein Motiv liegen könnte, eine Entführung vorzutäuschen, um den Ehemann in eine Falle zu locken und zu beseitigen. So erscheint dem Kommissar Ruth Steinemann immer verdächtiger. Nachdem sie ihrem Schwager ein Alibi bewusst nicht bestätigt, sodass dieser dadurch Probleme bekommt, ist ihm klar, dass die Ehefrau ein falsches Spiel treibt und die Brüder gegeneinander ausspielt. Kurzerhand reist sie auch noch zu einer Messe ab, zu der sie angeblich als Model engagiert wurde. Lenz lässt Ruth Steinemann von Kriminalassistent Faltermayer observieren. Er vermeldet, dass sie sich recht vertraut mit ihrem dortigen Chef Karlo Bronner verhält. Lenz lässt den Mann überprüfen und über ein Foto kann er als die Person identifiziert werden, die in München einen metallicfarbenen BMW bei einer Autovermietung ausgeliehen hatte, der einem Zeugen in der Nähe des Tatorts aufgefallen war.
Da der Entführer sein Ziel, Steinemann zu töten, noch nicht erreicht hat und sein Vorhaben immer noch umsetzen könnte, bleibt Lenz in der Nähe des Gefährdeten. Dieser Schritt war gut geplant, denn tatsächlich erscheint Karlo Bronner noch einmal und versucht Felix Steinemann umzubringen. Für Bronner völlig unerwartet, „begrüßt“ ihn Lenz und nimmt ihn fest.
Bronner wollte mit Ruth Steinemann ein neues Leben beginnen und dabei sollte das Geld aus der Entführung und dem Verkauf des halben Grundstückes, das ihr als alleinige Erbin gehört hätte, als Startkapital dienen. Da Bronner Arthur Steinemann persönlich nicht kannte, hatte er fälschlicherweise den Beamten erschossen. Ruth Steinemann hatte zur Ablenkung allen Verdacht auf ihren Schwager lenken wollen, was ihr beinahe gelungen wäre.

## Hintergrund
Roulette mit 6 Kugeln wurde von Juni bis Juli 1983 in München und Düsseldorf gedreht.

## Rezeption

### Einschaltquoten
Die Erstausstrahlung von Roulette mit 6 Kugeln am 16. Oktober 1983 wurde in Deutschland von 15,53 Millionen Zuschauern gesehen und erreichte einen Marktanteil von 52,0 Prozent für die ARD.

### Kritik
Die Kritiker der Fernsehzeitschrift TV Spielfilm bewerten diesen Film aus der heutigen Sicht und meinen: „Krimi-Oldie: angejährt, aber spannend“.